# Лазаневи
Лаза́неви (рос. Лазаневы) — присілок у складі Афанасьєвського району Кіровської області, Росія. Входить до складу Ічетовкінського сільського поселення.
Населення становить 70 осіб (2010, 84 у 2002).
Національний склад станом на 2002 рік — росіяни 96 %.